# Palacio de Bellas Artes (República Dominicana)
El Palacio de Bellas Artes de Santo Domingo o Palacio de Bellas Artes Freddy Beras Goico, es un complejo cultural público de la República Dominicana, ubicado en Santo Domingo. Inaugurado en 1956, funciona como sede de la Dirección General de Bellas Artes y alberga múltiples instituciones dedicadas a la enseñanza, promoción y difusión de las artes. Su estructura neoclásica acoge escuelas oficiales, salas de teatro, conciertos y oficinas culturales, consolidándose como uno de los principales centros artísticos de la nación.

## Historia institucional

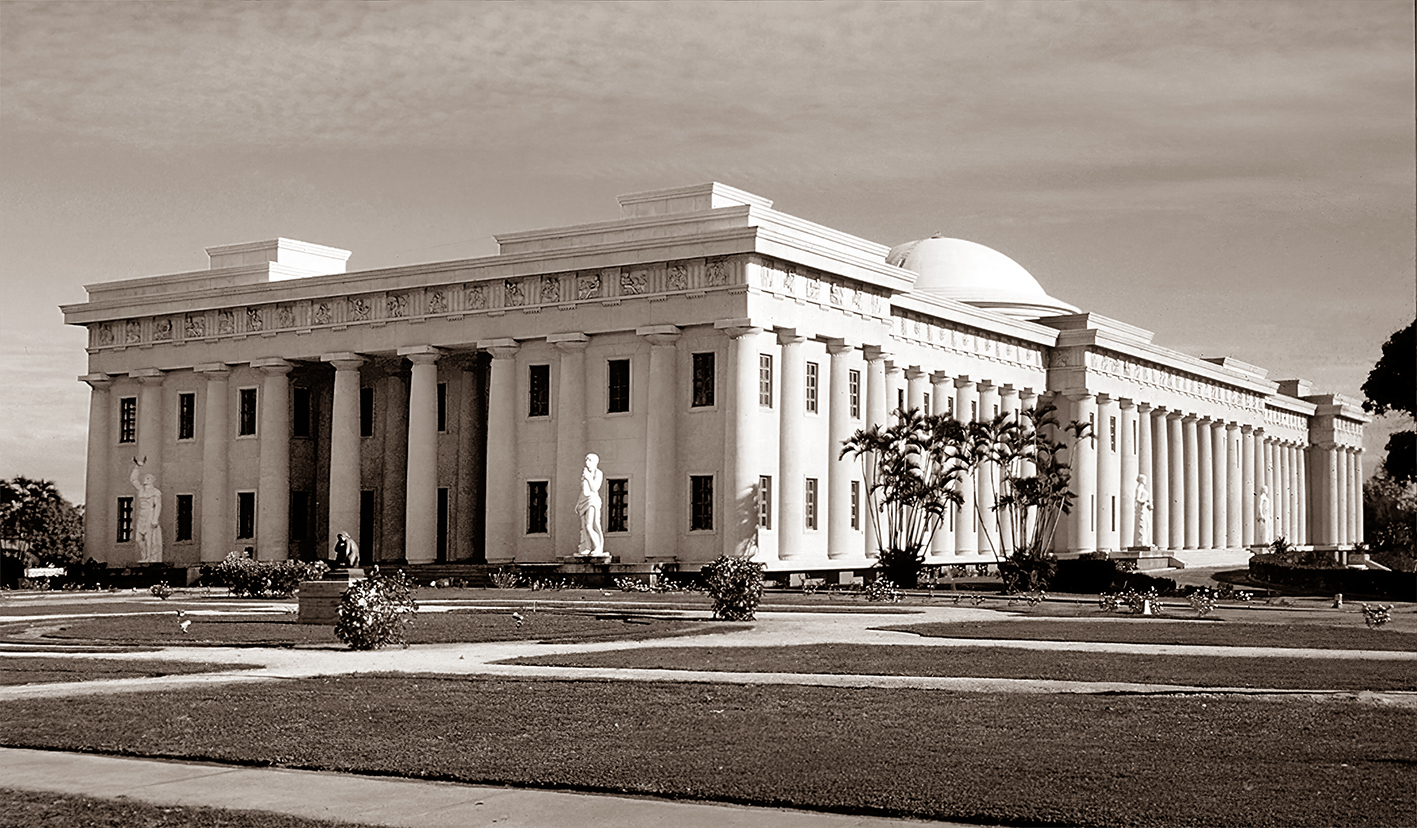
Palacio de Bellas Artes en 1958

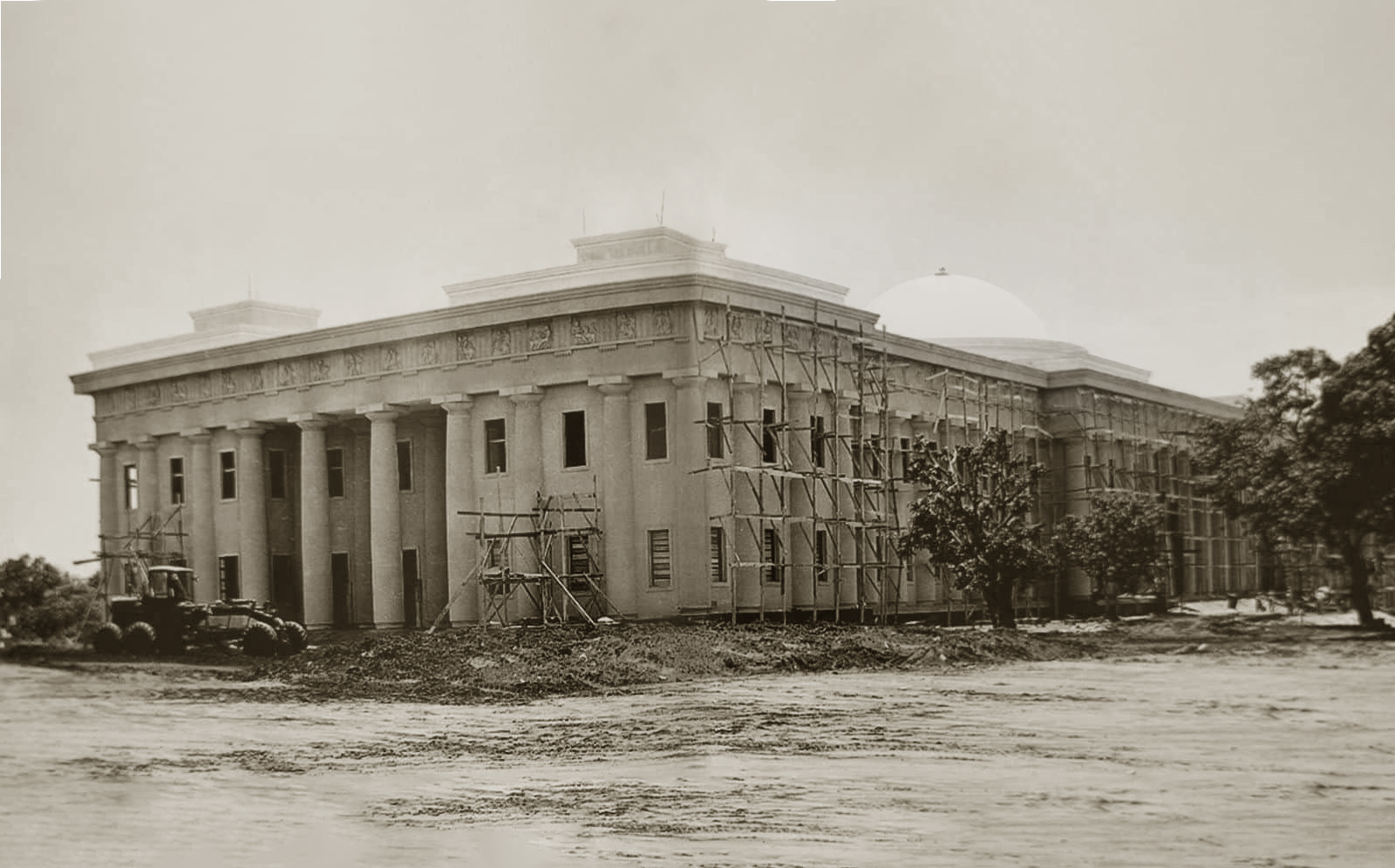
Fotografía del Palacio Nacional de Bellas Artes de Santo Domingo durante su etapa final de construcción, circa 1955. El edificio fue inaugurado el 15 de mayo de 1956 y concebido como sede de la Dirección General de Bellas Artes.

El Palacio de Bellas Artes fue concebido como la sede principal de la Dirección General de Bellas Artes, sus compañías artísticas, escuelas de formación y la Galería Nacional de Bellas Artes. Además, se proyectó como un espacio escénico destinado a exhibir públicamente el trabajo de los grupos artísticos oficiales del Estado.
Su construcción se enmarcó dentro del Plan Bienal de Construcciones Escolares (1950–1952), impulsado durante la dictadura de Rafael Leónidas Trujillo Molina. Aunque se esperaba su inauguración para coincidir con la Feria de la Paz y Confraternidad del Mundo Libre celebrada en 1955, el edificio no estuvo listo a tiempo y fue finalmente inaugurado el 15 de mayo de 1956.
El diseño arquitectónico fue realizado por el arquitecto Francisco Manuel Batista Bisonó, mientras que la ejecución de la obra estuvo a cargo del ingeniero Bienvenido Aníbal Martínez Brea.
El primer director general de Bellas Artes fue el doctor Rafael Díaz Niese, quien estudió pintura en Barcelona y obtuvo un doctorado en medicina con especialidad en psiquiatría en la Universidad de La Sorbona, en París. También se doctoró en filosofía y completó su formación académica en Alemania y Bélgica. Fue un destacado crítico de arte, escritor, promotor cultural y políglota, con dominio de nueve idiomas.
Durante su gestión al frente de la Dirección General de Bellas Artes (1940–1950), se fundaron importantes instituciones:
- Orquesta Sinfónica Nacional (República Dominicana) (1941)
- Conservatorio Nacional de Música y Declamación  (1942)
- Escuela Nacional de Bellas Artes (1942)
- Galería Nacional de Bellas Artes (1943)
- Teatro Escuela de Arte Nacional (1946)
- Escuela Elemental de Música (1947)

Díaz Niese contó con el apoyo de artistas dominicanos y de intelectuales exiliados del republicanismo español llegados entre 1939 y 1940, quienes participaron como docentes, organizadores y directores.
También promovió el desarrollo del arte en el interior del país, fundando escuelas elementales de música en localidades como Neiba, Enriquillo, Jimaní, El Cercado, Hondo Valle, Elías Piña, Bánica, Dajabón, Restauración y Loma de Cabrera.
Impulsó programas como las Exposiciones Ambulantes de Pintura, y estableció las Bienales de Artes Plásticas (desde 1942), eventos que continúan celebrándose y que han fortalecido y renovado las artes visuales en la República Dominicana.
Asimismo, apoyó la creación de la Galería Nacional de Bellas Artes y fomentó la formación de una colección nacional de arte moderno, incrementada a través de adquisiciones institucionales y premios otorgados en las bienales.
A partir de esa base institucional se consolidaron nuevas entidades, entre ellas:
- Compañía Lírica Dominicana (1980)
- Ballet Clásico Nacional (1981)
- Ballet Folklórico Nacional (1981)
- Escuela Nacional de Danza (1990)
- Orquesta Sinfónica Juvenil e Infantil (1997)

Estas instituciones representan hitos fundamentales en la continuidad del proyecto cultural iniciado por Rafael Díaz Niese en la República Dominicana.

## Arquitectura y diseño
El edificio ocupa un área de 13,375 m² sobre un terreno de 24,700 m². Fue construido con hormigón armado, lo que lo convierte en una estructura antisísmica. Su diseño neoclásico, inspirado en el templo de Apolo en Delfos, presenta una planta simétrica con cuatro fachadas, cada una con escalinatas monumentales y columnas dóricas. El tono característico de sus muros proviene de una mezcla de cemento sin color y arena de Boca Chica.
En sus entradas se instalaron originalmente cuatro esculturas de gran formato (8.5 metros) realizadas por el escultor Antonio Prats Ventós, representando las distintas disciplinas del arte y la ciencia. Estas esculturas fueron retiradas en 1969 y reemplazadas por copias de obras europeas.

### Decoración interior y murales
La decoración estuvo a cargo de la firma española Loscertales, S.A., bajo la dirección del ingeniero Manuel Fernández Grande. El estilo griego se mantuvo en el auditorio, mientras que en otros espacios como la rotonda y las salas de reuniones se adoptó un diseño de influencia romana.
Destacan dos murales de gran formato ubicados en las escaleras que conducen a la Galería Nacional, realizados por el pintor español exiliado José Vela Zanetti.

## Directores de la Dirección General de Bellas Artes
A lo largo de su historia, la Dirección General de Bellas Artes ha estado encabezada por diversas figuras destacadas del ámbito cultural dominicano. Entre los directores generales se encuentran:
- Jaime Colson (1950–1952 / 1970–1971)
- Aris Azar (1952–1955)
- Emile Boyrie de Moya (1955 / 1957)
- Horacio Vicioso Soto (1955–1957 / 1960)
- Héctor Incháustegui Cabral (1957–1960 / 1961–1962)
- Augusto Peignand Cestero (1960)
- Prósper Ruíz Cohén (1960–1961)
- Máximo Avilés Blonda (1962–1966)
- Néstor Caro (1966–1967)
- Aliro Paulino (1967–1970)
- Pedro Morales Tronco (1971–1972)
- José de Jesús Álvarez (1972–1974)
- Manuel Marino Miniño (1974–1976)
- Rubén Suro (1976–1980)
- José Delmonte (1980–1981)
- Franklin Domínguez (1981 / 1996–1999 / 2008–2014)
- Arístides Incháustegui (1981–1982)
- Florencia Pierret (1982–1983)
- Carmen Heredia (1983-1986)
- Ricardo Bello Cardona (1986-1996)
- Bruno Rosario Candelier (1999-2000)
- Rafael Villalona (2000-2004)
- Bernarda Jorge (2004-2008)

## Renovación de 2008
El edificio ha sido varias veces restaurado en diferentes períodos. El 9 de octubre del año 2008 el gobierno dominicano, luego de unas remodelaciones, lo reinaugura para adaptarlo a las nuevas demandas de la modernidad.
El Palacio de Bellas Artes ha sido restaurado en distintas ocasiones, siendo la más significativa la realizada en 2008. El 9 de octubre de ese año, el gobierno dominicano reinauguró el edificio tras una importante remodelación a cargo del arquitecto José Antonio Hernández, con el objetivo de adaptar la infraestructura a las necesidades culturales contemporáneas.
El proyecto reorganizó el edificio en tres áreas fundamentales: administración, espacios expositivos y complejo teatral, que incluyó la Sala Máximo Avilés Blonda, el Salón de los Espejos y dos teatros alternativos. Se acondicionaron nuevas oficinas, salas de ensayo, camerinos y dos estacionamientos soterrados con capacidad para 600 vehículos. También se rediseñaron los jardines y plazas exteriores.
En 2010, el Palacio fue declarado uno de los Siete Tesoros culturales de Santo Domingo por el Bureau Internacional de Capitales Culturales.